# Municipio X
Municipio Roma X ist die zehnte administrative Unterteilung der italienischen Hauptstadt Rom. Der Name Ostia leitet sich von lateinisch ostium „der Eingang; die Mündung“, womit die Tibermündung gemeint ist, ab.
Es ist das einzige Municipio, das Zugang zum Tyrrhenischen Meer hat, und wird deshalb von den Römern im Sommer häufig besucht. Viele Touristen bewohnen die Campingplätze und Hotels der Gegend. Der Großteil der Flächen wurde durch Landgewinnungsmaßnahmen im späten 19. und 20. Jahrhundert entwässert. Auch der Hafen von Rom ist auf dem Gebiet.
Durch die Bahnstrecke Roma Porta San Paolo–Cristoforo Colombo ist das Gebiet per Bahn mit der Innenstadt verbunden.
Von 1928 bis zum Zweiten Weltkrieg befand sich an der Tibermündung ein Wasserflugplatz (⊙), der zusammen mit den Wasserflugplätzen am Braccianosee, bei Ponte Fratta und Ripetta sowie mit den Flugplätzen Urbe (Littorio), Centocelle und Guidonia als Verkehrsflughafen Roms diente.

## Geschichte
Es gab zwei Referenden in der Geschichte des Municipio, um wie Fiumicino 1992 eine unabhängige Gemeinde zu werden. 1989 wurde mit Nein gestimmt und 1999 war die Wahlbeteiligung zu gering. 2008 wurde der „Pakt für Ostia und das 13. Municipio“ entworfen. Er sieht mehr Autonomie für Ostia vor und wurde am 24. November 2009 vom damaligen Bürgermeister der Stadt Rom Gianni Alemanno und dem Präsidenten des Municipio Giacomo Vizzani unterschrieben. Am 14. Mai 2011 trat er in Kraft.
Die Assemblea Capitolina (Stadtrat von Rom) errichtete mit ihrer Resolution Nr. 11 am 11. März 2013 das Municipio, das die ehemaligen Municipio Roma XIII und Circoscrizione XIII ersetzte.
Am 29. April 2015 trat der Präsident Andrea Tassone zurück und Bürgermeister Ignazio Marino ernannte Alfonso Sabella zum kommissarischen Leiter des Municipio.
Am 27. August 2015 wurde die Bezirksregierung und der Bezirksrat wegen Infiltration durch die Mafia vom Innenministerium aufgelöst. Neuwahlen wurden für den 5. November 2017 angesetzt.

## Geographie

### Geschichtliche Unterteilung
Auf dem Territorium des Municipio sind die folgenden topografischen Bereiche der Hauptstadt Rom:

#### Quartiere
- Q. XXXIII Lido di Ostia Ponente
- Q. XXXIV Lido di Ostia Levante
- Q. XXXV Lido di Castel Fusano

#### Zone
- Z. XXVIII Tor de’ Cenci
- Z. XXIX Castel Porziano
- Z. XXX Castel Fusano
- Z. XXXII Acilia Nord
- Z. XXXIII Acilia Sud
- Z. XXXIV Casal Palocco
- Z. XXXV Ostia Antica

### Administrative Gliederung
Das Municipio Roma X umfasst die gleichen Zone Urbanistiche wie das vormalige Municipio Roma XIII:
| 13A              | Malafede         | 17.064  |
| 13B              | Acilia Nord      | 28.423  |
| 13C              | Acilia Sud       | 26.245  |
| 13D              | Palocco          | 27.515  |
| 13E              | Ostia Antica     | 17.167  |
| 13F              | Ostia Nord       | 45.161  |
| 13G              | Ostia Sud        | 37.105  |
| 13H              | Castel Fusano    | 1.623   |
| 13I              | Infernetto       | 29.192  |
| 13X              | Castel Porziano  | 144     |
| Nicht zuordenbar | Nicht zuordenbar | 2.084   |
| Insgesamt        | Insgesamt        | 231.723 |

### Fraktion
Im Territorium des Municipio sind folgende Fraktionen der Stadt Rom:
- Acilia
- Casal Bernocchi
- Casal Palocco
- Castel Fusano
- Castel Porziano
- Centro Giano
- Dragona
- Dragoncello
- Infernetto
- Lido di Ostia
- Mostacciano (Sektor B und C)
- Ostia Antica
- San Giorgio di Acilia
- Spinaceto
- Tor de’ Cenci
- Villaggio San Francesco

## Präsident
| Wahlperiode       | Wahlperiode       | Präsident                         | Partei                  | Anmerkungen               |
| ----------------- | ----------------- | --------------------------------- | ----------------------- | ------------------------- |
| 15. April 2001    | 29. Mai 2006      | Davide Bordoni                    | Forza Italia            | ehemaliges Municipio XIII |
| 29. Mai 2006      | 28. April 2008    | Paolo Orneli                      | Partito Democratico     | ehemaliges Municipio XIII |
| 28. April 2008    | 10. Juni 2013     | Giacomo Vizzani                   | Il Popolo della Libertà | ehemaliges Municipio XIII |
| 10. Juni 2013     | 28. April 2015    | Andrea Tassone                    | Partito Democratico     |                           |
| 28. April 2015    | 27. August 2015   | Alfonso Sabella (kommissarisch)   |                         |                           |
| 27. August 2015   | 20. November 2017 | Domenico Vulpiani (kommissarisch) |                         |                           |
| 20. November 2017 |                   | Giuliana Di Pillo                 | MoVimento 5 Stelle      |                           |

## Fernsehen
Das Municipio verfügt mit Canale 10 über einen eigenen Fernsehsender.